# 김호진 (배우)
김호진(金浩鎮, 1970년 6월 8일 (음력 5월 5일) ~ )은 대한민국의 배우이자 요리사이다.

## 학력
- 서울예술대학 영화과 (졸업)
- 중앙대학교 예술대학원

## 이력
1990년 연극배우로 첫 데뷔하였고 이어 같은 해 뮤지컬 배우로 데뷔하였으며 이듬해 1991년 KBS 공채 탤런트로 정식 데뷔하였다.

## 출연작

### 드라마
- 1991년 : KBS1 청소년 드라마 《맥랑시대》
- 1993년 : KBS2 수목드라마 《희망》 ... 지우연 역
- 1993년 : KBS2 수목드라마 《굿모닝 영동》
- 1993년 : KBS1 일일연속극 《당신이 그리워질때》 ... 이명훈 역
- 1994년 : KBS2 일요아침드라마 《일요일은 참으세요》 ... 백상우 역
- 1994년 : KBS2 월화드라마 《폴리스》 ... 배도협 역
- 1995년 : MBC 주간단막극 《베스트극장》
- 1995년 : KBS2 주말연속극 《목욕탕집 남자들》 ... 김민기 역
- 1995년 : HBS 케이블TV 드라마 《작은 영웅들》 ... 김홍탁 역
- 1995년 : MBC 주말드라마 《사랑과 결혼》 ... 박영민 역
- 1996년 : SBS 일요아침드라마 《LA아리랑》 ... 한인 라디오방송 PD 역
- 1997년 : MBC 수목드라마 《내가 사는 이유》 ... 김광팔 역
- 1997년 : KBS2 월화드라마 《봄날은 간다》 ... 장도수 역
- 1997년 : SBS 월화드라마 《사랑하니까》 ... 준모 역
- 1997년 : MBC 청춘시트콤 《남자 셋 여자 셋》 ... 홍경인의 삼촌이며 홍희라의 이복 아우이자 홍재공과 홍수공과 홍재진의 동복 아우 홍수필 역
- 1998년 : MBC 일요아침드라마 《사랑밖엔 난 몰라》
- 1998년 : SBS 주말극장 《로맨스》 ... 이현세 역
- 1998년 : MBC 월화드라마 《세상 끝까지》 ... 장민혁 역
- 1999년 : SBS 주말극장 《파도》 ... 박영노 역
- 2000년 : MBC 주말드라마 《사랑은 아무나 하나》 ... 김동희 역
- 2000년 : KBS1 TV소설 《민들레》 ... 송길남 역
- 2000년 : MBC 월화드라마 《아줌마》 ... 강수환 역
- 2001년 : KBS1 일일연속극 《우리가 남인가요》 ... 한동욱 역
- 2002년 : KBS2 월화드라마 《햇빛 사냥》 ... 강동욱 역
- 2003년 : KBS1 일일연속극 《노란 손수건》 ... 이상민 역
- 2004년 : SBS 주말극장 《작은 아씨들》 ... 박선우 역
- 2006년 : KBS1 대하드라마 《서울 1945》 ... 이동우 역
- 2007년 : MBC 월화드라마 《신 현모양처》 ... 허명필 역
- 2008년 : KBS2 월화드라마 《살아가는 동안 후회할 줄 알면서 저지르는 일들》
- 2009년 : KBS2 대하드라마 《천추태후》 ... 왕욱 역
- 2009년 : SBS 일일드라마 《두 아내》 ... 강철수 역
- 2011년 : 채널A 주말드라마 《천상의 화원 곰배령》 ... 강태섭 역
- 2012년 : MBC 일일드라마 《그대 없인 못살아》 ... 현태 역
- 2014년 : MBC 아침드라마 《모두 다 김치》 ... 신태경 역
- 2015년 : MBC 주말드라마 《내 딸, 금사월》 ... 금형식 원장 역
- 2015년 : MBC 월화드라마 《화려한 유혹》 ... 권무혁 역
- 2017년 : MBC 월화드라마 《왕은 사랑한다》 ... 왕영 역
- 2019년 : MBC 아침드라마 《모두 다 쿵따리》 ... 한수호 역
- 2021년 : tvN 수목드라마 《멜랑꼴리아》 ... 백민식 역

### 영화
- 1994년 : 《두 여자 이야기》
- 1994년 : 《비는 사랑을 타고》 ... 왕범수 역
- 1997년 : 《미스터 콘돔》 ... 성호 역
- 2014년 : 《관능의 법칙》 ... 구동욱 역

### 예능
- 1994년 : SBS 《생방송 TV 가요 20》
- 2016년 : MBC 《은밀하게 위대하게》

### 교양
- 2017년 : MBN 《생생 정보마당》

### 연극
- 《세종대왕》 ... 수양대군 이유 역(주연)

### 광고
- 1994년 : 동서식품 - 맥스웰 블루엣
- 1996년 : 삼양식품 - 대관령 김치라면
- 1996년 : 삼양식품 - 삼양라면
- 1996년 : 후지필름 후지수퍼칼라200
- 1996년 : 오리온 - 포카칩
- 1997년 : 삼양식품 - 삼양 핫라면
- 1997년 : 삼양식품 - 삼양 큰냄비
- 1997년 : 크라운베이커리
- 1997년 : SK텔레콤 디지털 017
- 2002년 : 롯데푸드 - 파스퇴르 골드가넷 트윙클
- 2003년 : 신성건설 - 미소지움
- 2006년 : 해태제과 - 샤오롱

## 수상 및 후보
| 연도 | 시상식       | 부문                              | 작품                                         | 결과 |
| ---- | ------------ | --------------------------------- | -------------------------------------------- | ---- |
| 1992 | KBS 연기대상 | 남자 신인연기상                   | 맥랑시대                                     | 후보 |
| 1993 | KBS 연기대상 | 남자 신인연기상                   | 굿모닝 영동, 당신이 그리워질때               | 후보 |
| 1994 | KBS 연기대상 | 남자 신인연기상                   | 폴리스, 당신이 그리워질때, 일요일은 참으세요 | 수상 |
| 1994 | KBS 연기대상 | 남자 인기상                       | 폴리스, 당신이 그리워질때, 일요일은 참으세요 | 후보 |
| 2000 | KBS 연기대상 | 남자 우수연기상                   | 민들레                                       | 후보 |
| 2001 | KBS 연기대상 | 남자 우수연기상                   | 우리가 남인가요                              | 수상 |
| 2003 | KBS 연기대상 | 남자 최우수연기상                 | 노란손수건                                   | 수상 |
| 2008 | KBS 연기대상 | 남자 단막극상                     | 살아가는 동안 후회할 줄 알면서 저지르는 일들 | 후보 |
| 2009 | SBS 연기대상 | 연속극부문 남자 연기상            | 두 아내                                      | 후보 |
| 2012 | MBC 연기대상 | 특별기획부문 남자 최우수연기상    | 그대 없인 못 살아                            | 후보 |
| 2014 | MBC 연기대상 | 일일극부문 남자 최우수연기상      | 모두 다 김치                                 | 후보 |
| 2015 | MBC 연기대상 | 특별기획부문 베스트 남자 조연상   | 화려한 유혹                                  | 수상 |
| 2019 | MBC 연기대상 | 주말/일일극부문 남자 최우수연기상 | 모두 다 쿵따리                               | 후보 |

## 경력
- 2009년 우체국예금보험 공익사업 홍보대사
- 2013년 두원공과대학교 방송연예학과 조교수
- 2014년 국제구호개발 NGO 굿피플 나눔대사[1]